# Assassin’s Creed Identity
Assassin’s Creed Identity — мобильная игра из серии Assassin’s Creed в жанре action-adventure с элементами стелс-экшена от третьего лица, разработанная немецкой компанией Blue Byte и изданная Ubisoft для платформ Android и iOS. Является второй мобильной игрой в серии Assassin’s Creed, которая была выпущена после Assassin’s Creed: Pirates, и первой на мобильном телефоне, включающая геймплей в стиле городского стиля от третьего лица. Игра была первоначально выпущена в 2014 году по модели free-to-play в Новой Зеландии и на австралийских магазинах приложений, чуть позже игра была выпущена во всём мире на iOS 25 февраля 2016 года, версия для Android была выпущена 18 мая 2016 года вместе с DLC, который доступен для обеих платформ. Игра поддерживает тачпады, геймпады и сенсорное управление. Используя игровой движок Unity, игра поддерживает HD текстуры, модели и шейдеры. Модели взяты из консольных версий Assassin’s Creed. В игре присутствует динамичная толпа и освещение, присутствует переход на дневное и ночное время.
Действия игры происходит одновременно с событиями Assassin’s Creed: Brotherhood. В игре игроки берут на себя роль настраиваемого ассасина, известного как Ло Спарвьеро (по-итальянски «Орел»), и выполняют различные миссии в Италии, чтобы ослабить контроль над Орденом тамплиеров, возглавляемым злодейской семьей Борджиа. Основная сюжетная линия вращается вокруг конфликта ассасинов с таинственной организацией, известной как «Вороны», которые могут идеально имитировать их навыки и приемы.

## Игровой процесс
Действие игры разворачивается во времена итальянского возрождения в начале XVI века, и в ней представлены локации как из Assassin’s Creed II, так и из Brotherhood, такие как Рим, Флоренция и Монтериджони. Форли был добавлен в качестве отдельного DLC 18 мая 2016 года.

### Локации
Действие Assassin’s Creed: Идентификация разворачивается в Риме, Флоренции и Монтериджони времен эпохи Возрождения. Новые локации и предметы открываются по мере прохождения. Также в игре присутствует база данных, в которой содержатся записи об исторических памятниках, персонажах и событиях.

### Миссии
В центре сюжета Assassin’s Creed: Идентификация находится группировка «Вороны» и Первая Цивилизация. Миссии в игре короткие и генерируются случайным образом. Всего около 16 различных заданий. Чтобы достичь всех поставленных целей, игроки могут воспользоваться помощью друзей или других игроков.

### Кастомизация
Assassin’s Creed: Идентификация дает возможность игрокам тренировать, развивать и вооружать трех различных Ассассинов. На выбор представлены четыре класса: Берсерк, Воин тени, Трикстер(или Ловкач) и Вор. У каждого класса есть свои сильные и слабые стороны. Также персонажи могут быть индивидуализированы уникальными нарядами и цветовыми гаммами. Пользуясь системой расшифровки, игроки сами могут создавать предметы для кастомизации.

### Управление и графика
Игра поддерживает тачпады, геймпады и сенсорное управление. Используя игровой движок Unity, игра поддерживает HD текстуры, модели, шейдеры. Модели взяты из консольных версий Assassin’s Creed. В игре присутствует динамичная толпа и освещение, присутствует переход на дневное и ночное время.

## Отзывы критиков
| Сводный рейтинг    | Сводный рейтинг |
| Агрегатор          | Оценка          |
| ------------------ | --------------- |
| Metacritic         | 69/100          |
| Иноязычные издания |                 |
| Издание            | Оценка          |
| Destructoid        | 6/10            |

Assassin’s Creed Identity получила смешанные отзывы, согласно агрегатору рецензий Metacritic.